# 샤먼 항공
샤먼 항공(중국어: 廈門航空, 영어: Xiamen Airlines)은 중국의 항공사로, 푸젠성 내 최대도시인 샤먼시를 근거지로 하고 있다. 중국남방항공이 지분의 60%를 가지고 있으며, 샤먼 C&D 유한공사(厦门建发股份有限公司)가 40%의 지분을 가지고 있다. 샤먼과 푸저우를 중심으로 운항하며 서비스 항공편 당 주 450 노선에 140여 편 이상을 운영하고 있다.
중국민용항공총국과 푸젠성, 샤먼시가 공동으로 출자하여 설립한 항공사로, 민항총국의 보유 주식은 중국남방항공에 양도되었다. 마일리지 프로그램은 헤그렛 카드(Egret Card)를 사용한다.

## 역사
1984년에 설립되었다. 2010년 현재 40개 이상의 국내 노선을 갖고 있으며 아시아 지역에 취항하고 있다. 모기업은 중국남방항공으로, 60%의 지분을 보유하고 있으며 또한 샤먼 C&D(Xiamen Consstruction & Developpment)가 40%의 지분을 갖고 있다. 현재 항공기의 평균 운항 기간은 4.8년이며 상용고객 우대제도로 에그렛 카드(Egret Card)가 있다.
2010년 대한항공과 제휴해 인천 - 샤먼 직항을 공동으로 운항하기 시작했다.
창립 이래 첫 광동체기로 보잉 787을 도입하여, 샤먼이나 푸저우에서 밴쿠버, 로스앤젤레스, 뉴욕, 시애틀 등지의 미주 직항 노선을 취항하며 복건 - 북미 하늘길을 열었다.

## 운항 노선
- 2017년 12월 기준으로 샤먼 항공은 다음과 같은 기종을 보유하고 있다.

### 코드셰어 협정
- 샤먼 항공은 다음과 같은 항공사와 코드셰어 협정을 체결하고 있다.

| - KLM (스카이팀) - 가루다 인도네시아 항공 (스카이팀) - 대한항공 (스카이팀) - 만다린 항공 - 말레이시아 항공 (원월드) - 일본항공 (원월드) - 중국남방항공 - 중국동방항공 (스카이팀) - 중화항공 (스카이팀) - 필리핀 항공 |

## 보유 기종

### 현재 보유중인 기종
- 2024년 2월 현재 샤먼 항공은 다음과 같은 기종을 보유하고 있다.[2][3]

## 사건 및 사고
- 1990년 10월 2일, 샤먼에서 광저우로 가는 샤먼 항공 8301편이 이륙 직후 납치되어 광저우에 착륙하던 중 항공기 2대와 충돌하여 128명이 사망하였다.

- 2018년 8월 16일, 니노이 아키노 국제공항에서 폭우 속에 샤먼 항공 8667편이 활주로를 이탈했다. 보잉 737-800기가 활주로 끝에서 미끄러져 떨어졌다. 157명의 승객과 승무원들 모두 전원 생존 하였다.